# Punta Basei
La Punta Basei (in francese, Pointe de Basey) è una montagna delle Alpi Graie alta 3.338 m s.l.m..

## Caratteristiche

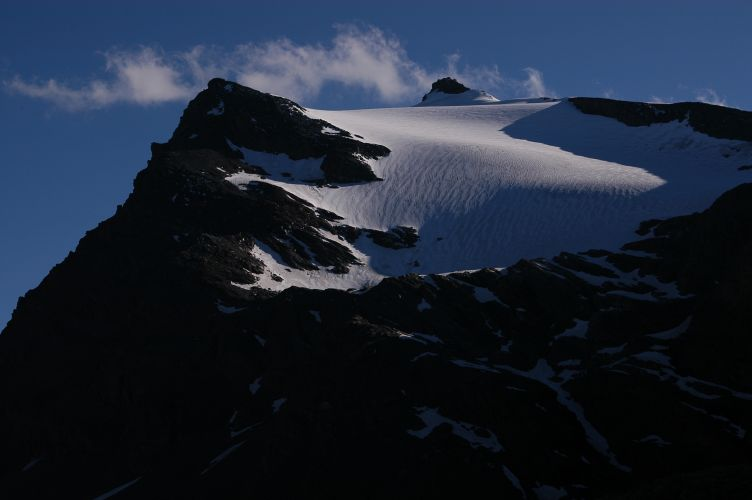
La montagna con il ghiacciaio che la ricopre.

La montagna è collocata tra la Val di Rhêmes (Valle d'Aosta) e la Valle Orco (Piemonte). Dal versante piemontese domina il lago Serrù ed il lago Agnel. La prominenza topografica della montagna è di 78 metri.

## Geologia

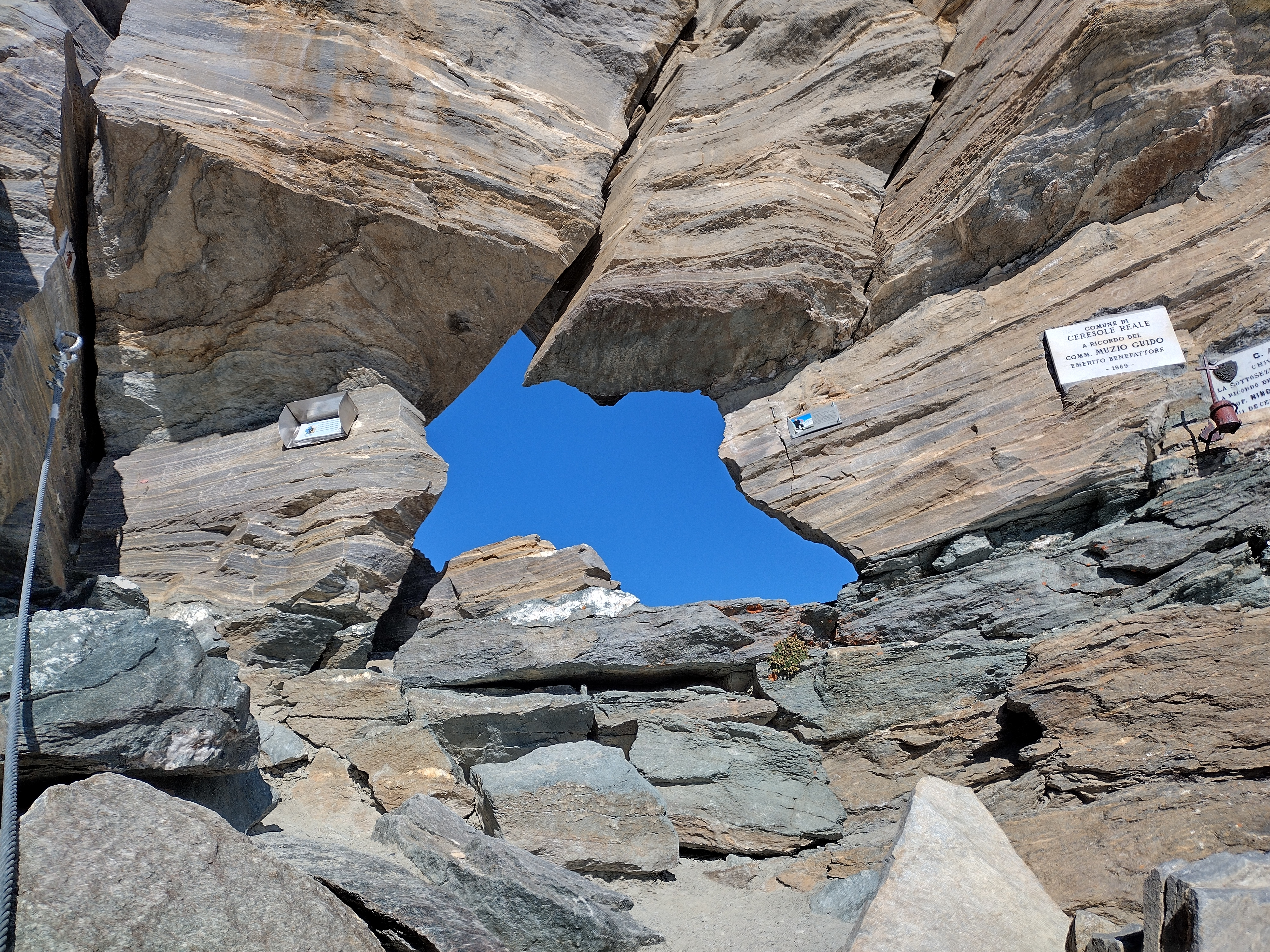
La caratteristica finestra

La montagna è costituita principalmente di calcescisti nei quali a loro volta è abbondante la mica bianca. Intercalati alla matrice di calcescisti sono presenti piccoli noduli di quarzo e quarzite con vari minerali accessori. Poco prima della cima, sul crinale spartiacque Valle dell'Orco/Valle di Rhemes, è presente una caratteristica finestra rocciosa.

## Salita alla vetta

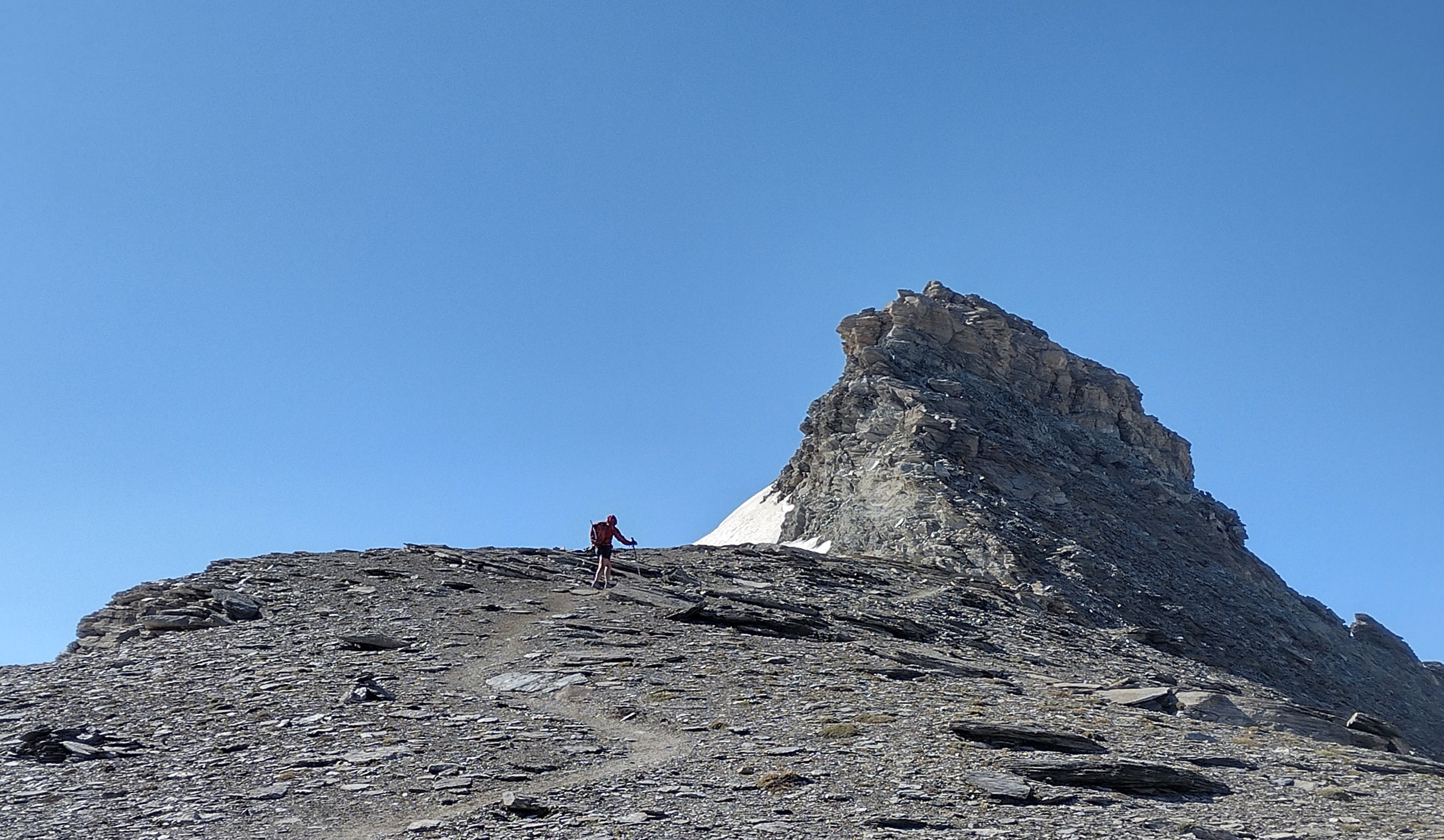
La sommità della montagna

È possibile salire sulla vetta partendo dal rifugio città di Chivasso situato al Colle del Nivolet o partendo dal rifugio Benevolo situato nella testata glaciale della Val di Rhêmes. La Basei è anche una classica meta per lo sci alpinismo.

## Bibliografia

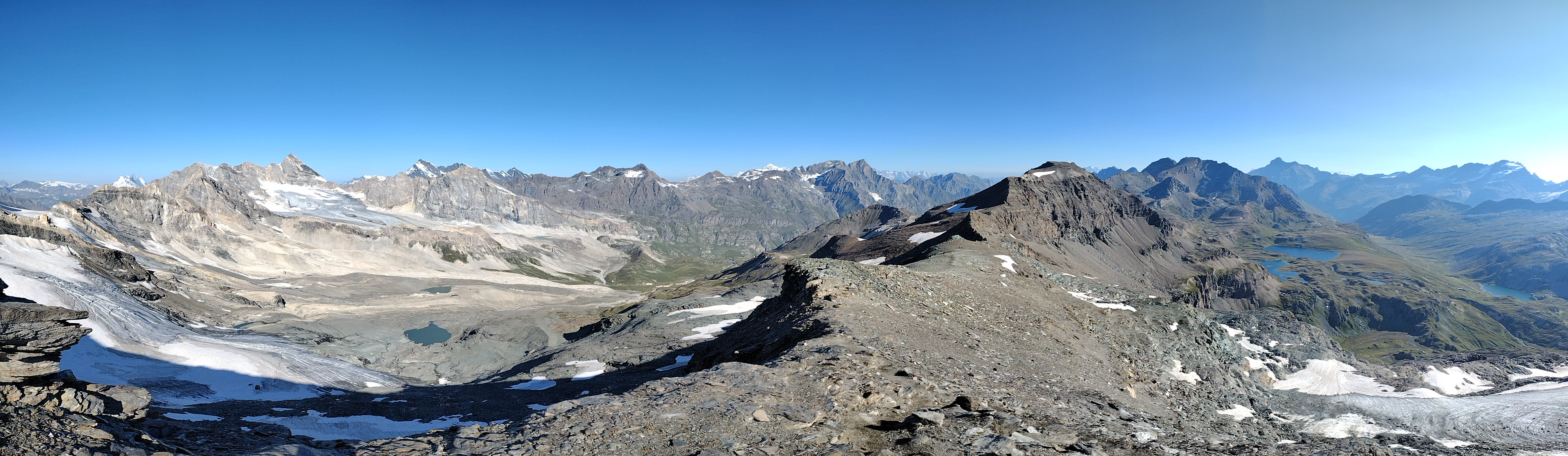
Vista dalla cima